# Nodo de Ranvier
En la fisiología de una neurona se llaman nódulos de Ranvier a las interrupciones que ocurren a intervalos regulares a lo largo de la longitud del axón en la vaina de mielina que lo envuelve. Son pequeñísimos espacios, de un micrómetro de longitud, que exponen a la membrana del axón al líquido extracelular. Fueron descubiertos por el patólogo francés y anatomista Louis-Antoine Ranvier (1835-1922).

## Función
Sirven para que el impulso nervioso se traslade con mayor velocidad, de manera saltatoria y con menor posibilidad de error. El aislamiento que provee la célula de Schwann  (en el sistema nervioso periférico)  o el oligodendrocito (en el sistema nervioso central) hace posible que el potencial de acción salte de un nodo al siguiente, a diferencia de tener que hacerlo a pequeños incrementos a lo largo del axón si estuviere desprovisto de la vaina de mielina.
El potencial de acción de la neurona logra saltar de un axón  al otro debido a que estos, a diferencia del resto de la neurona, están dotados de agrupaciones de canales de sodio y potasio.

## Patología
El síndrome de Guillain-Barré es una enfermedad autoinmune que puede tener su fundamento en el ataque por el sistema inmune del tejido nervioso, incluyendo los nodos de Ranvier.